# 雲見浅間神社
雲見浅間神社（くもみせんげんじんじゃ）は、伊豆半島の南西部、静岡県賀茂郡松崎町雲見にある、標高162mの烏帽子山（えぼしやま）に鎮座する神社。雲見神社（くもみじんじゃ）や御嶽浅間宮（おんたけせんげんぐう）とも呼ばれる。全国におよそ2,000社あると云われる浅間神社の中でも珍しい、磐長姫尊（いわながひめのみこと）のみを祀る神社である。

## 概要
鎮座する烏帽子山は、御嶽山（おんたけさん）とも雲見ヶ嶽（くもみがたけ）とも呼ばれ、伊豆半島の最西端となる海岸に立つ、独立した凝灰岩質の岩山である。その中腹に拝殿と中の宮（女宮）があり、山頂の直ぐ下に本殿がある。往古は女人禁制の神社で、女性は中の宮までしか参拝できなかった。
麓の国道136号線から徒歩で25分ほどで2箇所の拝殿を経由して本殿に至るが、途中の428段の石段は極めて急で足場の悪い箇所もあり、また山頂付近は常に強風に晒されているため、健脚を要し、ハイヒールなど軽装は禁物である。

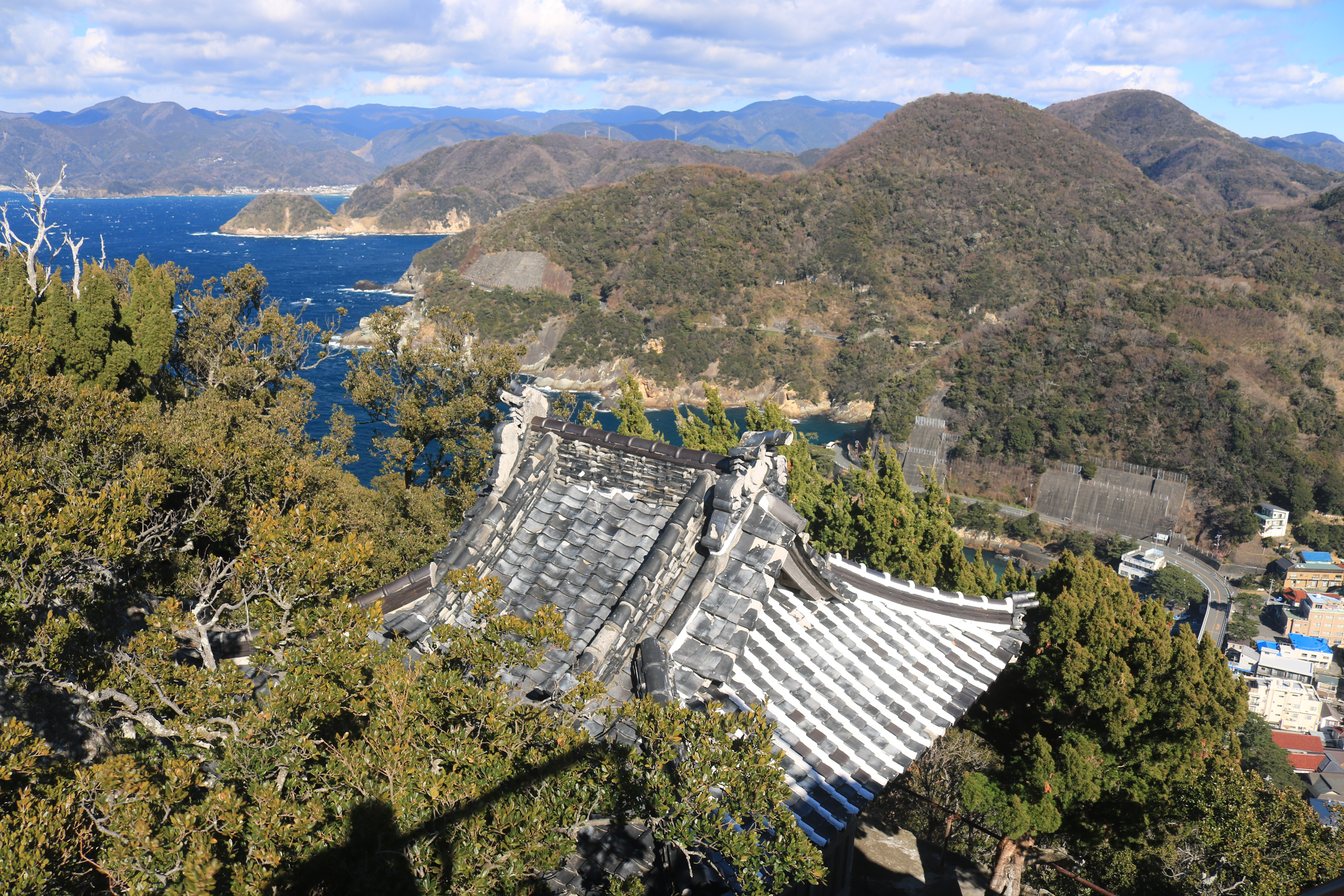
本殿
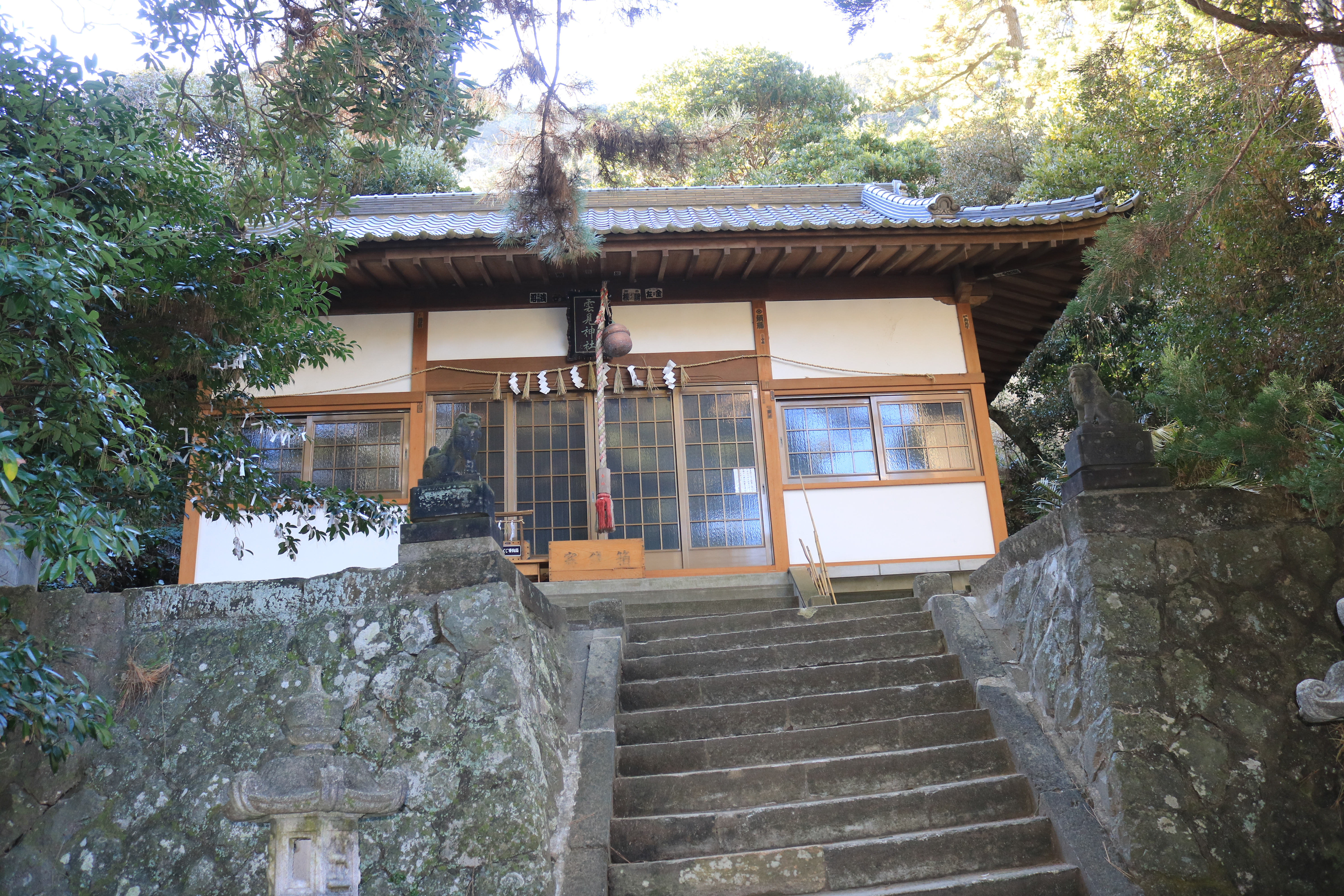
拝殿
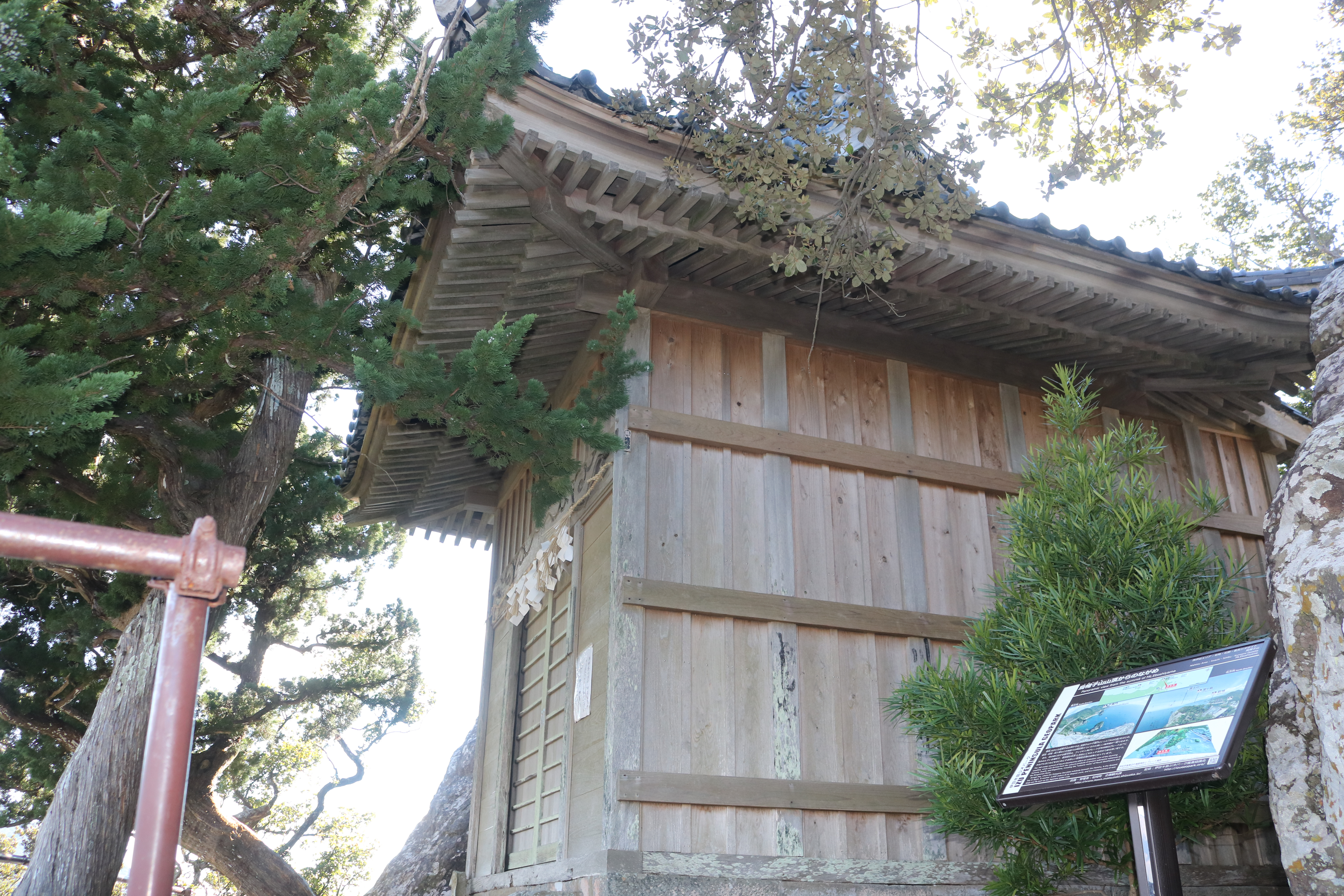
中之宮
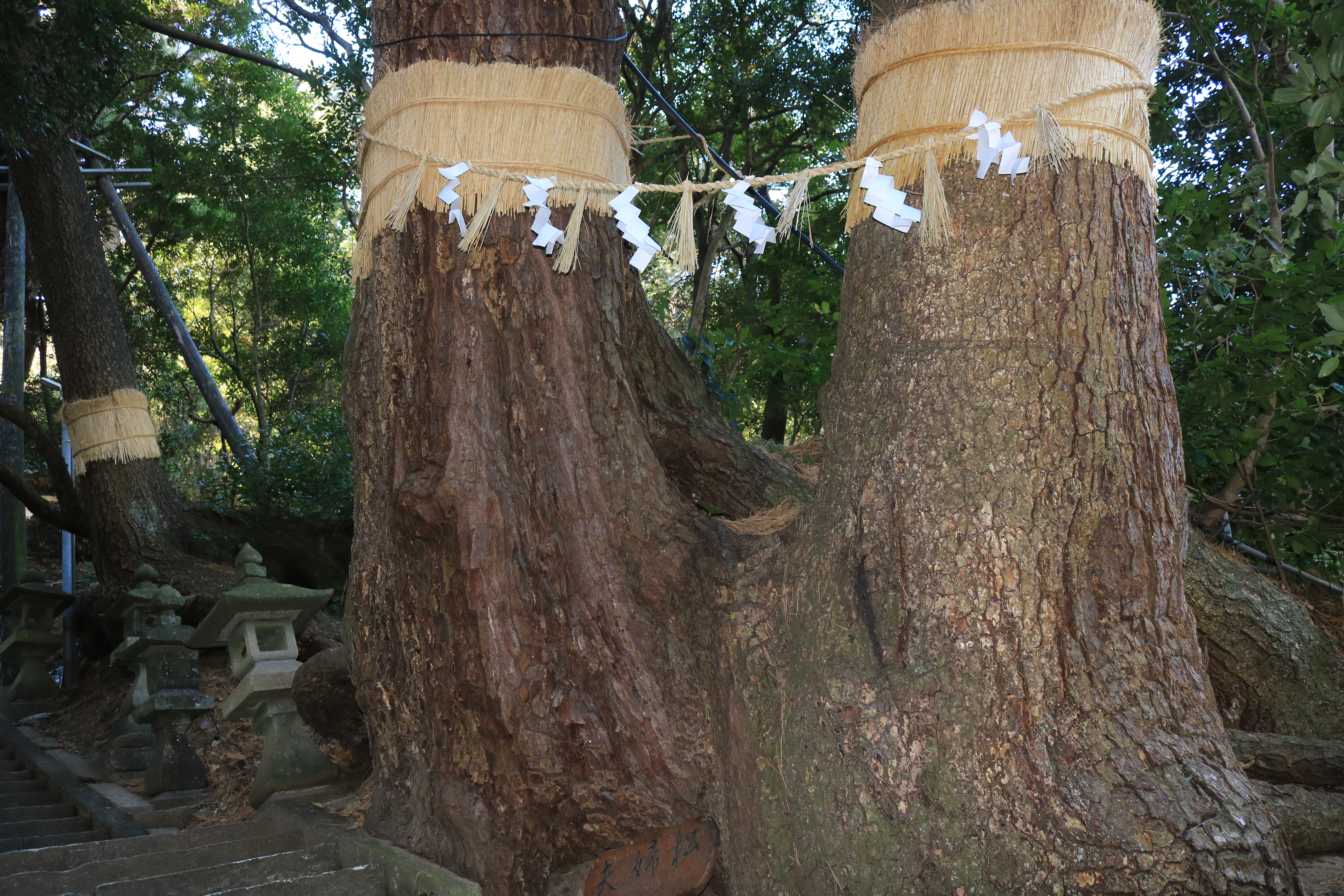
夫婦松の御神木

## 歴史
創建時期や由緒は不詳。『伊豆国神階帳』に「従四位上・石戸の明神」と記され、また延喜式神名帳に「伊波乃比咩命神社（いわのひめのみことじんじゃ)」と記された神社である、と伝えられるが、決め手となる史料は見つかっていない。

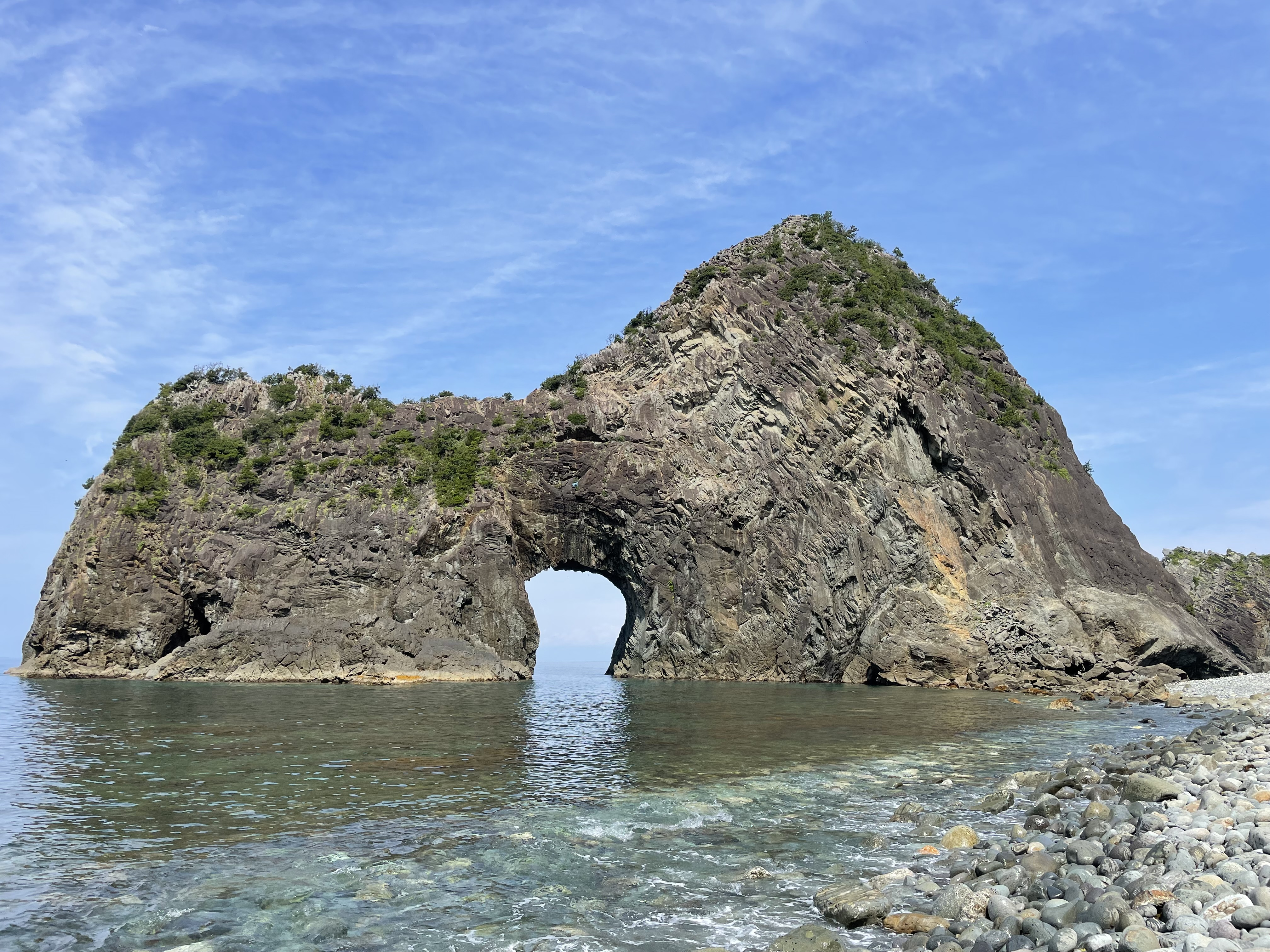
烏帽子山の南側800mほどの海上にある千貫門

『豆州志稿』には「『石戸の明神』とは、海中に浅間門と呼ばれる石門があるため」との記述があり、実際に烏帽子山の南側800mほどの海上にある千貫門（せんがんもん）がこれに相当すると考えられている。また社伝によると、本殿が台風によって飛ばされて海中に落ちたため、明暦3年（1657年）に再建されたという。
永らく神仏習合で修験者なども多く訪れていたとされるが、明治維新の際の神仏分離によって神社となり郷社に列せられた。第二次世界大戦後に社格制度が廃止されて以降は地元の人々の管理に委ねられている。

## 当社に纏わる伝説
祭神の磐長姫尊は、富士山および富士山本宮浅間大社の祭神である木花開耶姫命（このはなさくやひめのみこと）の姉であり、大山祗命（おおやまつみのみこと）の娘である。
姉の磐長姫尊は醜だが妃に娶ればその子は岩のような長命を授かり、一方妹の木花開耶姫命は絶世の美女だがその子の命は花のように短い、とされていた。天孫である瓊瓊杵命（ににぎのみこと）は、葦原中国（あしはらのなかつくに、日本のこと）に降臨して木花開耶姫命に一目惚れし、大山祗命は姉の磐長姫尊も共に妃として差し出したが、瓊瓊杵命は磐長姫尊を疎んじて大山祗命の許へ返してしまった。この神話は古事記や日本書紀などにも見られるが、これを悲しんだ磐長姫尊は雲見に隠れ住み、仲良しだった姉妹も互いに憎み合うようになってしまったという。

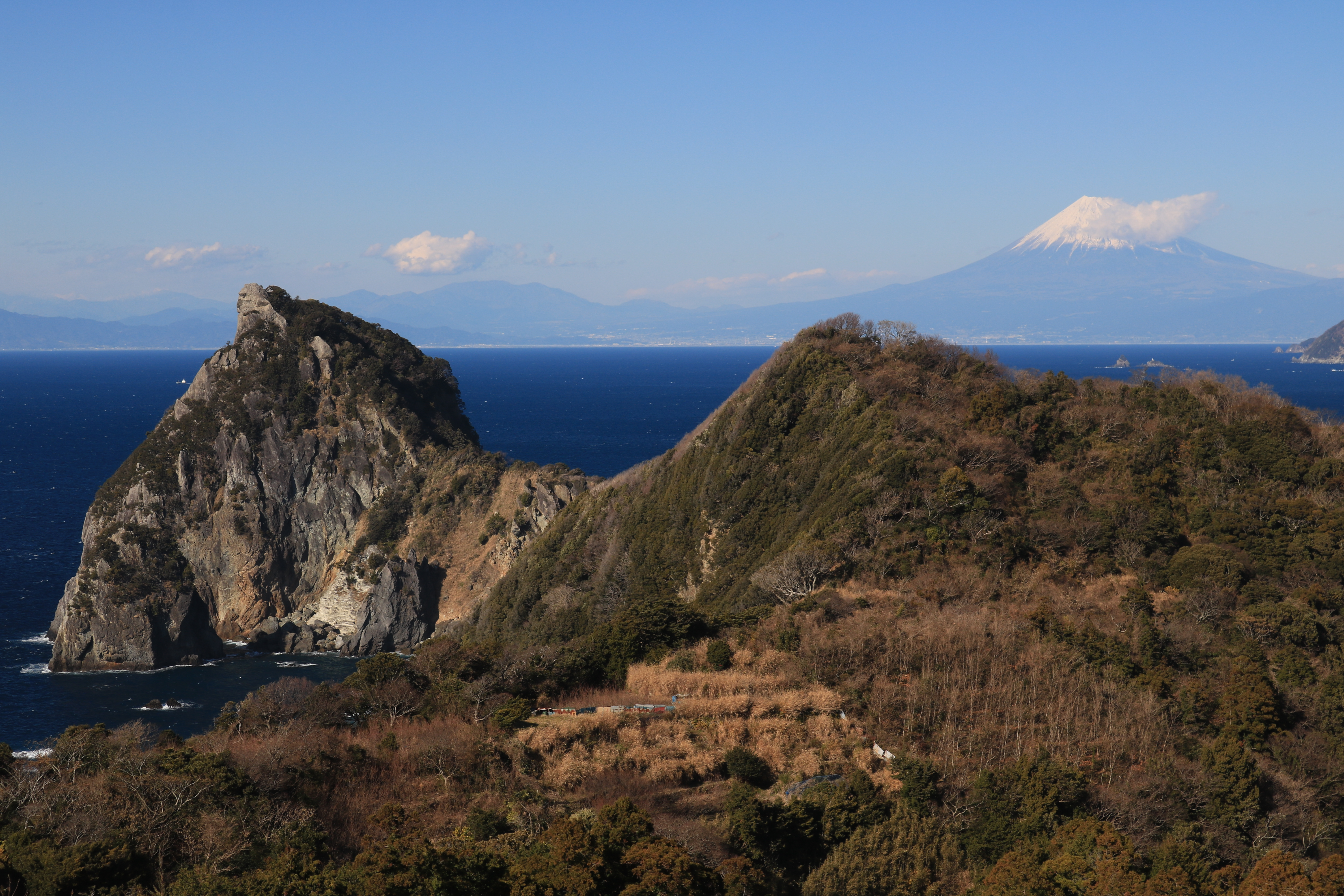
烏帽子山と富士山

本居宣長の『古事記伝』には、「美人の妹（富士山）に嫉妬した醜女の姉（烏帽子山）が雲見に逃れて小さな岩山に祀られ、優しい妹は姉を心配して背伸びをして捜したのでますます背が高く美しくなった」との伝説が記されている。また地元には「烏帽子山が晴れる時には富士山が雲に隠れ、逆に富士山が晴れる時には烏帽子山付近の天候が悪くなる」とか、「烏帽子山に登って富士山を誉め賛えると海中に振り落とされる」といった伝説があるため、地元の人は富士登山を忌み、また「富士」という言葉は永く禁句であったという。
またこれらとは別に「木挽きの善六」の伝説もある。昔、岩科村（現在の静岡県賀茂郡松崎町岩科）に善六という木挽きがあった。大男で大飯喰らいであったが、木挽きとしての腕は振るわず、日頃木挽き仲間や子供達からも馬鹿にされていた。それを口惜しく思った善六は一念発起し、当社に21日の断食祈願をかけて霊力を得た。上達した善六は天城（あまぎ、伊豆地方のこと）は勿論、江戸にまでその名を知られる立派な職人になったという。善六が試し斬りをしたとされる大岩が現在も山中に残る、とされる。
慶応2年（1866年）『雲見神社参詣記』によれば、例祭の日になると普段は見ることがない体長一丈余（約3ｍ）のシュモクザメと大きなウミガメが海上に姿を現し、一日中、烏帽子山に添って回遊するという。